# Курек, Виктор Викторович
Виктор Викторович Курек (родился 6 марта 1944 года в Приморском крае — умер 19 декабря 2012 года в Минске) — белорусский анестезиолог-реаниматолог, основатель школы детской анестезиологии-реаниматологии в РБ.

## Биография
Родился в Приморском крае в семье военнослужащего.
Школу и медицинский институт окончил в Каунасе (Литва), работал в Игналинской ЦРБ.
Службу в армии (1966–1968 года) проходил в качестве врача полка.
В 1968–1969 годах — анестезиолог-реаниматолог 4-й городской клинической больницы г. Минска, в 1969–1975 годах — заведующий отделением анестезиологии и реаниматологии 4-й ГКБ.
С мая 1975 года — ассистент организованного курса детской анестезиологии и реаниматологии при кафедре анестезиологии и реаниматологии БелГИУВ (зав. кафедрой — профессор И. З. Клявзуник, зав курсом — доцент В. К. Зубович) на базе Детского хирургического центра г. Минска. В 1983 году защитил кандидатскую диссертацию по теме «Патогенез и профилактика синдрома депонирования крови при операциях с искусственным кровообращением».
С 1989 года — доцент, 2 февраля 1989 г на базе курса детской анестезиологии и реаниматологии создана одноименная кафедра, которую он возглавлял в 1989–2011 годах. В 1996 году защитил докторскую диссертацию по теме «Интегративный подход в интенсивной терапии воспалительно-гнойных заболеваний у детей», в 1997 году ему присвоено ученое звание профессора.
Член правления Белорусского общества анестезиологов-реаниматологов с момента его основания (1971).

## Заслуги
В течение 30 лет В. В. Курек был главным внештатным детским анестезиологом-реаниматологом Минздрава. На этом посту обеспечил развитие детской анестезиологии и реаниматологии в РБ, сумел внедрить выездные реанимационные бригады, доказал необходимость подготовки врачей всех уровней по вопросам неотложной терапии, создал атмосферу плодотворного сотрудничества между анестезиологами, неонатологами и детскими хирургами.
Автор более 200 научных работ, двух монографий, соавтор 9 справочных изданий, 2 практических руководств, 12 учебно-методических работ.

## Монографии
- Руководство по неотложным состояниям у детей (соавторство с А. Е. Кулагиным; первое издание — М.: 2008, второе издание — М.: 2012).
- Анестезия и интенсивная терапия у детей (в серии «Карманный справочник врача», в соавторстве с А. Е. Кулагиным и Д. А. Фурманчуком; первое издание — М.: 2006, второе издание — М.: 2010, третье издание — М.: 2013).